# Standard-definition television

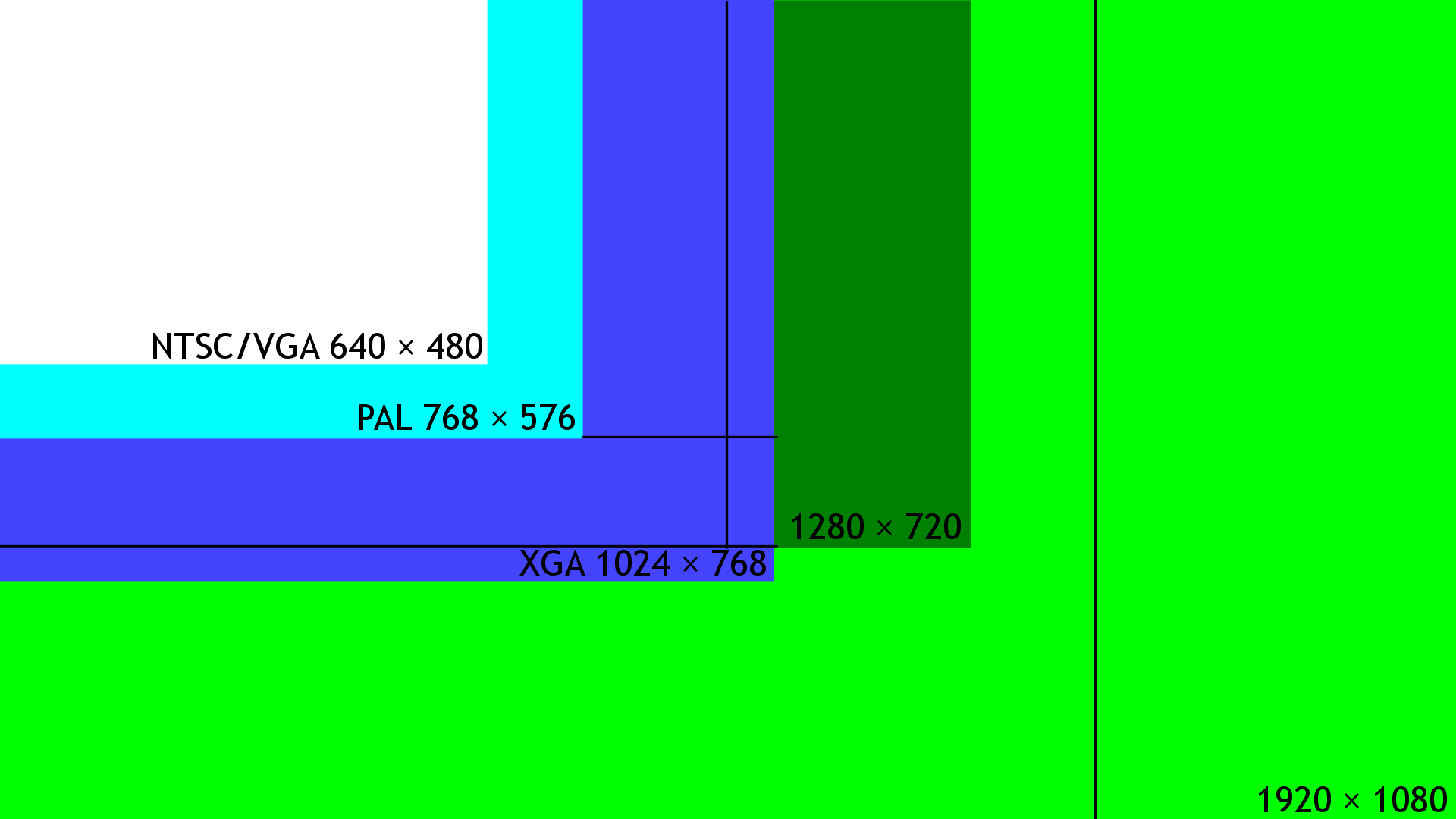
Grafické znázornění televizních standardů

Mapa světa která znázorňuje používané standardy ve světě- Modrá barva systém PAL nebo SECAM
- Zelená barva systém NTSC nebo PAL-M

Standard-definition television (SDTV) je televizní systém, který zahrnuje standardy PAL (720x576) a NTSC (640x480). Očekává se, že SDTV bude postupně nahrazováno HDTV. V SDTV je šířeno pozemské analogové vysílání a všeobecné digitální vysílání.